# 563 Suleika
563 Suleika este un asteroid din centura principală, descoperit pe 6 aprilie 1905, de Paul Götz.